# Myrmeleon (Myrmeleon) novaeguineae
Myrmeleon (Myrmeleon) novaeguineae is een insect uit de familie van de mierenleeuwen (Myrmeleontidae), die tot de orde netvleugeligen (Neuroptera) behoort. 
Myrmeleon (Myrmeleon) novaeguineae is voor het eerst wetenschappelijk beschreven door van der Weele in 1909.